# Girl like Me
Girl like Me è un singolo del gruppo musicale statunitense Black Eyed Peas e della cantante colombiana Shakira, pubblicato l'11 dicembre 2020 come sesto estratto dall'ottavo album in studio dei Black Eyed Peas Translation.

## Descrizione
Le origini del brano risalgono al 2008, quando Shakira e will.i.am ne hanno realizzato una prima versione durante le sessioni di registrazione del quinto album del trio, The E.N.D., venendo tuttavia scartato in quanto Shakira non era contenta del risultato finale. Rivisitato durante il 2010 e nuovamente nel 2013 durante le sessioni di registrazione del quarto album di will.i.am Willpower, il brano è stato infine completato nel 2020 con nuovi testi e musiche. La nuova versione ha visto la partecipazione alla composizione anche degli altri due componenti dei Black Eyed Peas, apl.de.ap e Taboo, e di Yonatan Goldstein, Brendan Buckley, Albert Menendez e Tim Mitchell. Riguardo alla collaborazione con Shakira, il trio ha spiegato:

## Video musicale
Il video musicale, diretto da Rich Lee, è stato reso disponibile il 4 dicembre 2020 attraverso il canale YouTube dei Black Eyed Peas e rappresenta un tributo alla figura femminile latinoamericana.

## Tracce
Download digitale, streaming – Twocolors Remix
1. Girl like Me (Twocolors Remix) – 3:01
2. Girl like Me (Twocolors Extended) – 4:11

## Formazione
Musicisti
- will.i.am – voce
- apl.de.ap – voce
- Taboo – voce
- Shakira – voce

Produzione
- will.i.am – produzione esecutiva, direzione artistica, registrazione, ingegneria del suono, produzione
- Dylan "3D" Dresdow – registrazione, ingegneria del suono, missaggio, mastering, tracker
- Johnny Goldstein – coproduzione
- Shakira – coproduzione, arrangiamento vocale e dei cori
- Olgui Chirino – arrangiamento dei cori
- Dave Clauss – missaggio aggiuntivo e tracker
- Roger Rodes – tracker

## Classifiche

### Classifiche settimanali
| Classifica (2020-21)  | Posizione massima |
| --------------------- | ----------------- |
| Argentina             | 53                |
| Belgio (Fiandre)      | 50                |
| Belgio (Vallonia)     | 3                 |
| Canada                | 59                |
| Croazia               | 48                |
| El Salvador           | 2                 |
| Francia               | 2                 |
| Grecia                | 54                |
| Irlanda               | 83                |
| Lituania              | 78                |
| Paesi Bassi           | 32                |
| Perù                  | 30                |
| Portogallo            | 59                |
| Repubblica Dominicana | 18                |
| Romania               | 3                 |
| Russia                | 69                |
| Slovacchia            | 21                |
| Spagna                | 79                |
| Stati Uniti           | 67                |
| Svizzera              | 28                |

### Classifiche di fine anno
| Classifica (2021) | Posizione |
| ----------------- | --------- |
| Belgio (Vallonia) | 12        |
| Francia           | 23        |
| Portogallo        | 177       |
| Svizzera          | 96        |

## Riconoscimenti
- MTV Europe Music Awards[32]
  - 2021 – Candidatura alla miglior collaborazione

- MTV Video Music Awards[33]
  - 2021 – Candidatura al miglior video latino

- NRJ Music Award[34]
  - 2021 – Candidatura alla miglior collaborazione internazionale

- Premios Nuestra Tierra[35]
  - 2021 – Miglior canzone dance/elettronica
  - 2021 – Candidatura al miglior video musicale
  - 2021 – Candidatura alla canzone preferita dal pubblico